# Pita de les Filipines
La pita de les Filipines  (Erythropitta erythrogaster) és una espècie d'ocell de la família dels pítids (Pittidae) que habita els boscos de lees illes Filipines i les Talaud.

## Subespècies
Segons la Classificació de l'IOC World Bird List (versió 10.2, 2020) aquesta espècie conté 4 subespècies:
- E. e. erythrogaster (Temminck, 1823), que habita la major part de l'arxipèlag de les Filipines.
- E. e. propinqua (Sharpe, 1877), que habita les Filipines més occidentals.
- E. e. yairocho (Hachisuka, 1935), que habita l'arxipèlag de Sulu.
- E. e. inspeculata (AB Meyer i Wiglesworth, 1894), que habita les illes Talaud.

La Classificació del Handbook of the Birds of the World and BirdLife International Digital Checklist of the Birds of the World (Versió 5, 2020) considera que la última subespècie és en realitat una espècie de ple dret:
- Pita de les Talaud[2] (Erythropitta inspeculata).